# Tradescantia monosperma
Tradescantia monosperma är en himmelsblomsväxtart som beskrevs av Townshend Stith Brandegee. Tradescantia monosperma ingår i släktet båtblommor, och familjen himmelsblomsväxter. Inga underarter finns listade.